# Nazi Punks Fuck Off
"Nazi Punks Fuck Off", peti singl Dead Kennedysa. Izdan je 1981. pod etiketom Alternative Tentacles s "Moral Majority" na B-strani. Obje su s EP-a In God We Trust, Inc., iako inačica s EP-a ima drukčije snimljeno nego inačica sa singlice. Singl ima povez za ruku s prekriženim kukastim križem. Dizajn je poslije usvojen kao simbol antirasističkog punk pokreta Anti-Racist Action. Pjesma je 1982. došla do 11. mjesta na britanskoj ljestvici UK Indie Chart.
Engleski grindcore bend Napalm Death snimio je cover pjesme "Nazi Punks Fuck Off" za svoj EP iz 1993. istog imena. Američki melodični death metal bend Darkest Hour snimio je cover pjesme za album iz 2007. Kerrang! Higher Voltage.
U filmu iz 2015. Green Room pojavljuje se ova pjesma a izvodi ju izmišljeni bend Ain't Rights. 

## Vanjske poveznice
- Entry at Earache's discography
- Dead Kennedys Official site for lyrics